# Phrack
Phrack – e-zin zajmujący się zagadnieniami takimi jak phreaking, hacking, cracking sieciowy, kryptografia, bezpieczeństwo teleinformatyczne i komputerowe. Pierwsze wydanie opublikowano 17 listopada 1985 r. Jest to najdłużej wydawany e-zin poświęcony tej tematyce. Nazwa magazynu pochodzi od dwóch angielskich słów "phreak" i "hack".
Przez pierwsze lata magazyn poświęcony był głównie oszustwom telekomunikacyjnym dostarczając wiedzę phreakerom, a także informując o aresztowaniach wśród tej społeczności w dziale "Phrack World News". W późniejszym okresie jego tematyka przesunęła się bardziej w kierunku bezpieczeństwa komputerowego.
Artykuły zawarte w magazynie bardzo często są używane przez profesjonalistów do analizy zabezpieczeń systemów oraz potencjalnych nowych źródeł zagrożenia. Jest wydawany w języku angielskim. Na łamach magazynu swoje koncepcje na temat nowych technik oraz doskonalenia już istniejących zamieszczały takie osoby jak: palmers, scut, stealth, gruq, sd oraz Silvio Cesare – słynna postać w świecie komputerowym znana z zastosowania i odkrywania niekonwencjonalnych technik zmniejszania poziomu bezpieczeństwa systemów komputerowych.
W 2005 roku ogłoszono, że nadchodzący 63. numer będzie ostatnim. Dla upamiętnienia ostatniego wydania magazyn został wydrukowany i w wersji papierowej rozprowadzony na konferencji Defcon 13 poświęconej bezpieczeństwu komputerowemu.

## Reaktywacja
W 2007 grupa znana jako The Circle of Lost Hackers ogłosiła wydanie 64. numeru magazynu nazywając go przy tym „najbardziej technicznym, najbardziej oryginalnym i najbardziej hackerskim magazynem na świecie”.
Numer 67. Phracka pojawił się dokładnie 25 lat po wydaniu pierwszego numeru – 17 listopada 2010 r. Magazyn wciąż jest publikowany i doczekał się już 70 wydań.